# 切蒂利亞區
7°08′47″S 78°40′33″W / 7.1463°S 78.6759°W
切蒂利亞區（西班牙語：Distrito de Chetilla），是秘魯的一個區，位於該國北部卡哈馬卡大區的卡哈馬卡省，始建於1857年1月2日，面積73.9平方公里，海拔高度2,790米，2005年人口4,137，人口密度每平方公里56人。